# بدرخش
| بررسی انتقادی | بررسی انتقادی |
| منبع          | رتبه‌بندی      |
| ------------- | ------------- |
| آل‌میوزیک      | [ ۱ ]         |

بدرخش (به انگلیسی: Shine On) یک مجموعه جعبه‌ای شامل ۹ لوح فشرده از گروه موسیقی پینک فلوید است که توسط ای‌ام‌آی رکوردز در بریتانیا و کلمبیا رکوردز در آمریکا همزمان با ۲۵امین سالگرد شکل‌گیری گروه منتشر شد. تمام لوح‌فشرده‌ها به صورت دیجیتال ریمستر شدند.

## محتوا
- در این مجموعه ۸ آلبوم شامل شده‌است.

1. یک نعلبکی رمز و راز
2. فضولی
3. نیمه تاریک ماه
4. کاش اینجا بودی
5. جانوران
6. دیوار
7. لغزش آنی در عقل
8. تک‌آهنگ‌های اولیه (یک لوح فشردهٔ جایزه که در هرجایی منتشر نشد)

این مجموعه در جهت نمایش بهترین البوم‌های پینک فلوید منتشر شده بود و تصمیم بر این بود که آلبوم‌هایی که برای موسیقی فیلم منتشر شده بودند بمانند موسیقی متن فیلم بیشتر، تیره و تار در پشت ابر منتشر نشود. این امر شامل حال آلبوم‌هایی نظیر اوماگوما، مادر قلب‌اتمی و اولین البوم گروه نی‌زن بر دروازه‌های سپیده‌دم هم می‌شد و حتی آلبوم برش نهایی هم از این مجموعه کنارگذاشته شد.

### تک آهنگ‌های اولیه
- لیست آهنگ‌های تک آهنگ‌های اولیه

#### لیست آهنگ‌ها
- همهٔ قطعه‌ها را سید برت نوشت در غیر این صورت ذکر شد.

1. «آرنولد لاین» – ۲:۵۷
2. «شکلات و کلوچه کشمشی» – ۲:۴۷
3. «نواختن امیلی را ببین» – ۲:۵۴
4. «مترسک» – ۲:۱۰
5. «سیب و پرتقال» – ۳:۰۸
6. «جعبه نقاشی» (ریک رایت) – ۳:۴۷
7. «چقدر خوب می‌شد» (رایت) – ۳:۴۶
8. «رویای جولیا» (راجر واترز) – ۲:۳۵
9. «تو آسمون منو نشون بده» (واترز، دیوید گیلمور) – ۳:۳۵
10. «مراقب تبر باش، یوجین» (دیوید گیلمور، راجر واترز، ریک رایت، نیک میسن) – ۵:۴۴

زمان انتشار رسمی تک‌آهنگ‌ها
- ۱، ۲: ۱۱ مارس ۱۹۶۷
- ۳، ۴: ۱۷ زوئیه ۱۹۶۷
- ۵، ۶: ۱۸ نوامبر ۱۹۶۷
- ۷، ۸: ۱۳ آوریل ۱۹۶۸
- ۹، ۱۰: ۷ دسامبر ۱۹۶۸

#### دست‌اندرکاران
- سید برت - گیتار و خواننده
- نیک میسن - درام ،ساز کوبه‌ای
- ریچارد رایت - کیبورد و خواننده،سینث‌سایزر
- راجر واترز - گیتار بیس و خواننده زمینه
- دیوید گیلمور - گیتار و خواننده